# Cyperus luteus
Cyperus luteus är en halvgräsart som beskrevs av Johann Otto Boeckeler. Cyperus luteus ingår i släktet papyrusar, och familjen halvgräs. Inga underarter finns listade i Catalogue of Life.